# Juan José Flores
Juan José Flores y Aramburu (Puerto Cabello, Venezuela, 19 de julho de 1800 - Ilha Puná, Equador, 1 de outubro de 1864) foi um general venezuelano que se tornou chefe supremo do Equador e depois o primeiro presidente do Equador. Depois ele serviu como o terceiro presidente do Equador entre 1839-1843 e como o quarto presidente do Equador entre 1843-1845.

## Presidência
Em 13 de maio de 1830, o dia do Equador de romper com a Grã-Colômbia, Flores foi nomeado chefe supremo do Equador, e, em seguida, em 14 de agosto de 1830, ele foi nomeado presidente provisório. Seu mandato oficial, no entanto, não começou até 22 de setembro de 1830, 11 dias depois que ele foi eleito presidente constitucional pela assembléia em Riobamba. Esse termo durou até 10 de setembro de 1834 e foi marcada por muita confusão. 
Flores enfrentou uma rebelião liderada por Luis Urdaneta, um legalista de Simón Bolívar, que queria evitar de deixar o Equador Grã-Colômbia. Flores também enfrentou uma ameaça de um membro do congresso equatoriano, Vicente Rocafuerte, que tentou derrubá-lo. Eventualmente, os dois fizeram um acordo- Rocafuerte se tornaria o presidente e Flores se tornaria líder dos militares. Além disso, durante seu mandato, ele lutou contra um exército colombiano em 1832 e novamente a partir de 1834, finalmente derrotá-los em 18 de janeiro de 1835 em Miñarica, perto de Ambato.
O segunda mandato de Flores começou em 1839 e terminou em 1843. O início de seu mandato foi marcado pela paz e desenvolvimento social, ele manteve sua palavra para governar com justiça e para defender a liberdade. No entanto, no último ano de seu mandato, ele interveio militarmente na política de Nova Granada, a pedido do governo colombiano, lutando contra seu antigo inimigo José María Obando. Quando mais tarde forçado a intervir mais uma vez, ele foi atacado pelo exército colombiano e sua popularidade caiu. 
Depois de irregularidades nas eleições de 1842, ele forçou para que a constituição de 1835 fosse anulada, e a nova constituição, apelidada de "Carta de la esclavitud" ("carta de escravidão"), permitiu-lhe continuar no poder por um terceiro mandato, que começou em 1843. Durante este prazo, Flores lutou para permanecer no poder, mas acabou por ser derrubado em 1845 por uma rebelião liderada por Vicente Rocafuerte e Vicente Ramón Roca, o homem que se tornou o novo presidente do Equador.

## Morte
Flores morreu de uremia em 1864 enquanto estava sob prisão domiciliar no seu navio sob a presidência de Gabriel García Moreno.